# Choi Eun-Kyung
Choi Eun-Kyung, född den 23 september 1971, är en sydkoreansk landhockeyspelare.
Hon tog OS-silver i damernas landhockeyturnering i samband med de olympiska landhockeytävlingarna 1996 i Atlanta.